# Яга Рыдзевска
Яга Рыдзевска (пол. Jaga Rydzewska) — псевдоним польской писательницы и переводчицы.
Про себя она мало что рассказывает предпочитая оставаться малопубличной. 

На это она говорит:
«Я пишу под псевдонимом, потому что мне так удобнее. Так или иначе, многие авторы выбирают псевдоним просто для удобства. Яга — это сокращение от моего собственного имени, а „Рыдзевская“ — фамилия, связанная с историей моей семьи.»

## Биография
Польская переводчица и писательница.
Проживает в центральной части Польши.
По профессии-юрист.
Дебютировала в фэнтези рассказом «Бондзёлы» в журнале «Новая фантастика», 10/1999.
Она является автором двух книг о Г. К. Честертоне, трилогии космической оперы «Аталайя» и рассказов Кота Шрекингера в сборнике «Одиннадцать когтей» издательство (SuperNowa, Варшава, 2010 г., ISBN 978-83-7578-027-7)
Переводчик многих эссе (в основном в католической прессе).

## Избранные произведения
- Chesterton: Obrońca wiary — Wydawnictwo Apostolicum, Ząbki 2004 (ISBN 83-7031-392-2)

- Chesterton: Dzieło i myśl — Wydawnictwo Antyk Marcin Dybowski, Komorów 2006 (ISBN 83-87809-86-1),

- Atalaya: Wojownicy — SuperNowa, Warszawa 2005 (ISBN 83-7054-173-9)

- Atalaya: Gwiazdomorze — SuperNowa, Warszawa 2006 (ISBN 83-7054-173-9)

- Atalaya: Szlachetne przymierze — SuperNowa, Warszawa 2007 (ISBN 978-83-7578-000-0)